# Памятные монеты Эстонии
Памятные монеты, номинированные в кронах, выпускались Банком Эстонии в 1932—1933 и 1992—2010 годах из драгоценных (золото — номиналами 15,65, 50, 100 и 500 крон, платина — номиналом 100 крон и серебро — номиналами 1, 2, 10, 25, 50 и 100 крон) и недрагоценных металлов (северное золото — номиналом 1 и 5 крон). Во время существования первой республики были выпущены монеты, посвящённые X Празднику песни и 300-летию Тартуского университета. Первыми после восстановления независимости, в 1992 году, были выпущены монеты, посвящённые XXV летним Олимпийским играм в Барселоне и денежной реформе.
Банк Эстонии во время существования кроны не участвовал в международных монетных программах и не выпускал инвестиционных монет.
В связи с отсутствием в стране собственного монетного двора, практически все монеты чеканились за рубежом: на монетных дворах Финляндии, Великобритании, Австрии, Литвы, Нидерландов и Австралии. Несколько разновидностей монет было отчеканено в Эстонии ювелирной компанией Juveel Архивная копия от 2 апреля 2015 на Wayback Machine. Монеты первой республики чеканились в Таллине на ранее существовавшем государственном монетном дворе.
С 1 января 2011 года Эстония перешла на евро и памятные монеты стали чеканиться номинированными в этой валюте, монеты в кронах оставались законным средством платежа до 14 января 2011.

## Статистика
Всего за время существования кроны было выпущено 32 разновидности памятных монет, в том числе 4 из северного золота, 2 из серебра 500 пробы, 6 из серебра 925 пробы, 11 из серебра 999 пробы, 2 из золота 900 пробы, 6 из золота 999 пробы и 1 из платины 999 пробы.
| Сводная таблица выпуска монет по годам и материалу | Сводная таблица выпуска монет по годам и материалу | Сводная таблица выпуска монет по годам и материалу | Сводная таблица выпуска монет по годам и материалу | Сводная таблица выпуска монет по годам и материалу | Сводная таблица выпуска монет по годам и материалу | Сводная таблица выпуска монет по годам и материалу | Сводная таблица выпуска монет по годам и материалу | Сводная таблица выпуска монет по годам и материалу | Сводная таблица выпуска монет по годам и материалу | Сводная таблица выпуска монет по годам и материалу | Сводная таблица выпуска монет по годам и материалу | Сводная таблица выпуска монет по годам и материалу | Сводная таблица выпуска монет по годам и материалу | Сводная таблица выпуска монет по годам и материалу | Сводная таблица выпуска монет по годам и материалу | Сводная таблица выпуска монет по годам и материалу |
|                                                    | 1932                                               | 1933                                               | 1992                                               | 1993                                               | 1994                                               | 1996                                               | 1998                                               | 1999                                               | 2002                                               | 2004                                               | 2006                                               | 2007                                               | 2008                                               | 2009                                               | 2010                                               | Всего                                              |
| -------------------------------------------------- | -------------------------------------------------- | -------------------------------------------------- | -------------------------------------------------- | -------------------------------------------------- | -------------------------------------------------- | -------------------------------------------------- | -------------------------------------------------- | -------------------------------------------------- | -------------------------------------------------- | -------------------------------------------------- | -------------------------------------------------- | -------------------------------------------------- | -------------------------------------------------- | -------------------------------------------------- | -------------------------------------------------- | -------------------------------------------------- |
| Северное золото                                    |                                                    |                                                    |                                                    | 1                                                  | 1                                                  |                                                    |                                                    | 1                                                  |                                                    |                                                    |                                                    |                                                    | 1                                                  |                                                    |                                                    | 4                                                  |
| Серебро-500                                        | 1                                                  | 1                                                  |                                                    |                                                    |                                                    |                                                    |                                                    |                                                    |                                                    |                                                    |                                                    |                                                    |                                                    |                                                    |                                                    | 2                                                  |
| Серебро-925                                        |                                                    |                                                    | 3                                                  |                                                    |                                                    | 1                                                  | 2                                                  |                                                    |                                                    |                                                    |                                                    |                                                    |                                                    |                                                    |                                                    | 6                                                  |
| Серебро-999                                        |                                                    |                                                    |                                                    |                                                    |                                                    |                                                    |                                                    |                                                    | 1                                                  | 1                                                  | 2                                                  |                                                    | 2                                                  | 2                                                  | 3                                                  | 11                                                 |
| Золото-900                                         |                                                    |                                                    |                                                    |                                                    |                                                    |                                                    | 1                                                  | 1                                                  |                                                    |                                                    |                                                    |                                                    |                                                    |                                                    |                                                    | 2                                                  |
| Золото-999                                         |                                                    |                                                    |                                                    |                                                    |                                                    |                                                    |                                                    |                                                    | 1                                                  | 1                                                  |                                                    | 1                                                  | 1                                                  | 1                                                  | 1                                                  | 6                                                  |
| Платина-999                                        |                                                    |                                                    |                                                    |                                                    |                                                    |                                                    |                                                    |                                                    |                                                    |                                                    |                                                    |                                                    | 1                                                  |                                                    |                                                    | 1                                                  |
| Всего                                              | 1                                                  | 1                                                  | 3                                                  | 1                                                  | 1                                                  | 1                                                  | 3                                                  | 2                                                  | 2                                                  | 2                                                  | 2                                                  | 1                                                  | 5                                                  | 3                                                  | 4                                                  | 32                                                 |

## Первая республика
| 1932 | | 300 лет Тартускому университету |
| 1932 | Аверс: большой герб и название государства, год выпуска. Реверс: изображение университета, надпись на лат. • UNIVERSITAS TARTUENSIS • 1632-1932 и номинал. Гурт: гладкий. Отчеканена на государственном монетном дворе Эстонии. Дизайн: Г. Рейндорф, Г. Вестенберг. Номинал: 2 кроны. Материал: серебро-500. Масса: 12,00 г. Диаметр: 30,00 мм. Тираж: до 100 000 шт. |                                 |
| 1933 | | X праздник песни                |
| 1933 | Аверс: большой герб и название государства, год выпуска. Реверс: эмблема X праздника песни, надпись на эст. ÜLDLAULUPIDU 1869–1933 и номинал. Гурт: рубчатый. Отчеканена на государственном монетном дворе Эстонии. Дизайн: Г. Рейндорф, Г. Вестенберг. Номинал: 1 крона. Материал: серебро-500. Масса: 6,00 г. Диаметр: 25,25 мм. Тираж: до 350 000 шт.              |                                 |

## Монеты из недрагоценных металлов
Монеты отчеканены из северного золота (Cu:Al:Zn:Sn 89:5:5:1) в качестве UNC.
| 1993 | | 75 лет Эстонской Республике        |
| 1993 | Аверс: малый герб Эстонии, год выпуска. Реверс: изображение скульптуры Яана Коорта «Олениха», надпись на эст. EESTI VABARIIK 75 и номинал. Гурт: гладкий. Отчеканена ювелирной компанией Juveel. Дизайн: А. Рауд, А. Мёлдер, Э. Валтер. Номинал: 5 крон. Масса: 7,10 г. Диаметр: 26,20 мм. Толщина: 2 мм. Тираж: 1 510 000 шт.       |                                    |
| 1994 | | 75 лет Банку Эстонии               |
| 1994 | Аверс: малый герб Эстонии, год выпуска. Реверс: номинал на фоне изображения утёса Панга c острова Сааремаа, надпись на эст. EESTI PANK 75. Гурт: гладкий. Отчеканена ювелирной компанией Juveel. Дизайн: А. Рауд, А. Мёлдер, М. Кадарик. Номинал: 5 крон. Масса: 7,10 г. Диаметр: 26,10 мм. Толщина: 2 мм. Тираж: 10 180 000 шт.     |                                    |
| 1999 | | 130 лет Эстонскому празднику песни |
| 1999 | Аверс: стилизованное изображение летящей ласточки, название государства и год выпуска. Реверс: номинал на фоне панорамы Таллинского певческого поля. Гурт: прерывисто-рубчатый. Отчеканена на Литовском монетном дворе. Дизайн: М. Кармин. Номинал: 1 крона. Масса: 5,00 г. Диаметр: 23,25 мм. Толщина: 1,7 мм. Тираж: до 50 000 шт. |                                    |
| 2008 | | 90 лет Эстонской Республике        |
| 2008 | Аверс: малый герб Эстонии, год выпуска. Реверс: номинал и название государства, стилизованное число «90» в виде ветви с листьями. Гурт: прерывисто-рубчатый. Отчеканена на Берлинском монетном дворе. Дизайн: А. Мёлдер, Я. Меристо. Номинал: 1 крона. Масса: 5,00 г. Диаметр: 23,25 мм. Толщина: 1,7 мм. Тираж: 20 000 000 шт.      |                                    |

## Монеты из серебра

### Монеты 1992—2004 года
| 1992 | | XXV летние Олимпийские игры в Барселоне |
| 1992 | Аверс: большой герб и название государства, год выпуска. Реверс: две яхты, орнаментальный символ, номинал, надпись на эст. XXV OLÜMPIAAD. Гурт: рубчатый. Отчеканена на Королевском монетном дворе Великобритании. Дизайн: А. Мёлдер. Номинал: 10 крон. Материал: серебро-925. Качество: proof. Масса: 28,28 г. Диаметр: 38,61 мм. Тираж: до 20 000 шт.                                  |                                         |
| 1992 | | Денежная реформа                        |
| 1992 | Аверс: большой герб и название государства, год выпуска. Реверс: изображение летящей ласточки на фоне пейзажа, номинал. Гурт: рубчатый. Отчеканена на Королевском монетном дворе Великобритании. Дизайн: А. Мёлдер. Номинал: 10 крон. Материал: серебро-925. Качество: proof. Масса: 28,28 г. Диаметр: 38,61 мм. Тираж: до 10 000 шт.                                                    |                                         |
| 1992 | | Денежная реформа                        |
| 1992 | Аверс: фрагмент герба Эстонии, название государства на эст. EESTI и англ. ESTONIA. Реверс: изображение трёх летящих ласточек, номинал, год выпуска, знак монетного двора. Гурт: рубчатый. Отчеканена на Финском монетном дворе. Дизайн: М. Кябин. Номинал: 100 крон. Материал: серебро-925. Качество: UNC. Масса: 24,00 г. Диаметр: 35,00 мм. Тираж: до 35 500 шт.                       |                                         |
| 1996 | | 100 лет Олимпийским играм               |
| 1996 | Аверс: большой герб и название государства, год выпуска. Реверс: богиня победы, награждающая атлета, номинал, надпись на эст. 100 AASTAT OLÜMPIAMÄNGE. Гурт: рубчатый. Отчеканена на Финском монетном дворе. Дизайн: А. Мёлдер, М. Кадарик. Номинал: 100 крон. Материал: серебро-925. Качество: proof. Масса: 28,28 г. Диаметр: 38,61 мм. Тираж: до 11 500 шт.                           |                                         |
| 1998 | | 80 лет Эстонской Республике             |
| 1998 | Аверс: даты «1918 1998» в окружении 4 стилизованных изображений летящих ласточек, название государства. Реверс: сцена пахоты из эпоса «Калевипоэг», номинал. Гурт: гладкий. Отчеканена на Финском монетном дворе. Дизайн: М. Кадарик. Номинал: 10 крон. Материал: серебро-925. Качество: proof. Масса: 16,00 г. Диаметр: 31,00 мм. Тираж: до 15 000 шт.                                  |                                         |
| 1998 | | 80 лет Эстонской Республике             |
| 1998 | Аверс: даты «1918 1998» в окружении 4 стилизованных изображений летящих ласточек, название государства. Реверс: сцена из эпоса: Калевипоэг на шее орла, номинал. Гурт: гладкий. Отчеканена на Финском монетном дворе. Дизайн: М. Кадарик. Номинал: 100 крон. Материал: серебро-925. Качество: proof. Масса: 27,00 г. Диаметр: 38,60 мм. Тираж: до 12 000 шт.                             |                                         |
| 2002 | | 370 лет Тартускому университету         |
| 2002 | Аверс: большой герб и название государства, год выпуска. Реверс: изображение и название университета на эст. TARTU ÜLIKOOL и лат. UNIVERSITAS TARTUENSIS, номинал. Гурт: рубчатый. Отчеканена на Королевском монетном дворе Австралии. Дизайн: Т. Кирсипуу, А. Мёлдер. Номинал: 10 крон. Материал: серебро-999. Качество: proof. Масса: 28,28 г. Диаметр: 38,61 мм. Тираж: до 10 000 шт. |                                         |
| 2004 | | 120 лет флагу Эстонии                   |
| 2004 | Аверс: большой герб и название государства, год выпуска. Реверс: изображение флага, надпись на эст. EESTI LIPP, номинал. Гурт: рубчатый. Отчеканена на Финском монетном дворе. Дизайн: Т. Йюрна. Номинал: 10 крон. Материал: серебро-999. Качество: proof. Масса: 28,28 г. Диаметр: 38,61 мм. Тираж: до 10 000 шт.                                                                       |                                         |

### Монеты 2006—2010 года
| 2006 | | XX зимние Олимпийские игры в Турине     |
| 2006 | Аверс: большой герб и название государства, год выпуска. Реверс: лыжник, номинал, эмблема Эстонского олимпийского комитета, надпись «XX». Гурт: рубчатый. Отчеканена на Финском монетном дворе. Дизайн: М. Кармин. Номинал: 10 крон. Материал: серебро-999. Качество: proof. Масса: 28,28 г. Диаметр: 38,61 мм. Тираж: до 5000 шт.                                           |                                         |
| 2006 | | 100 лет Национальной Опере              |
| 2006 | Аверс: большой герб и название государства, год выпуска. Реверс: стилизованное изображение театра, надпись на эст. ESTONIA TEATER ASUTATUD 1906, номинал. Гурт: гладкий. Отчеканена на Финском монетном дворе. Дизайн: Т. Кирсипуу. Номинал: 100 крон. Материал: серебро-999. Качество: proof. Масса: 28,28 г. Диаметр: 38,61 мм. Тираж: до 10 000 шт.                       |                                         |
| 2008 | | XXIX летние Олимпийские игры в Пекине   |
| 2008 | Аверс: большой герб и название государства, год выпуска. Реверс: фрагмент олимпийского сооружения, эмблема Эстонского олимпийского комитета, номинал. Гурт: гладкий. Отчеканена на Финском монетном дворе. Дизайн: Т. Кирсипуу. Номинал: 10 крон. Материал: серебро-999. Качество: proof. Масса: 28,28 г. Диаметр: 38,61 мм. Тираж: до 10 000 шт.                            |                                         |
| 2008 | | 90 лет Эстонской Республике             |
| 2008 | Аверс: большой герб и название государства, год выпуска. Реверс: Дуб Вийральта, номинал. Гурт: гладкий с надписью «Ag 999». Отчеканена на Финском монетном дворе. Дизайн: Х. Прунсвелт. Номинал: 10 крон. Материал: серебро-999. Качество: proof. Масса: 28,28 г. Диаметр: 38,61 мм. Тираж: до 10 000 шт.                                                                    |                                         |
| 2009 | | 100 лет Эстонскому национальному музею  |
| 2009 | Аверс: большой герб и год выпуска в орнаментальном обрамлении. Реверс: раскрытая книга на фоне деревенского пейзажа и номинал в орнаментальном обрамлении. Гурт: гладкий. Отчеканена на Финском монетном дворе. Дизайн: Л. Дворьянски. Номинал: 10 крон. Материал: серебро-999. Качество: proof. Масса: 24,1 г. Диаметр: 38,61 мм. Тираж: до 6000 шт.                        |                                         |
| 2009 | | Праздник песни и танца                  |
| 2009 | Аверс: большой герб и название государства, год выпуска. Реверс: стилизованное изображение хоровода, номинал. Гурт: гладкий. Отчеканена на Королевском монетном дворе Нидерландов. Дизайн: Т. Пирско, М. Веэрметс. Номинал: 10 крон. Материал: серебро-999. Качество: proof. Масса: 31,1 г. Диаметр: 40,6 мм. Тираж: до 10 000 шт.                                           |                                         |
| 2010 | | XXI зимние Олимпийские игры в Ванкувере |
| 2010 | Аверс: большой герб и название государства, год выпуска. Реверс: стилизованные фигуры лыжников, номинал, эмблема Эстонского олимпийского комитета, надпись «XXI». Гурт: гладкий. Отчеканена на Финском монетном дворе. Дизайн: С. Калинин. Номинал: 10 крон. Материал: серебро-999. Качество: proof. Масса: 28,28 г. Диаметр: 38,61 мм. Тираж: до 10 000 шт.                 |                                         |
| 2010 | | История Эстонии                         |
| 2010 | Аверс: большой герб и название государства, год выпуска в орнаментальном обрамлении. Реверс: номинал на фоне с изображением фигуры девушки, растения и орнаментальных символов. Гурт: гладкий. Отчеканена на Финском монетном дворе. Дизайн: К. Сумматавет. Номинал: 25 крон. Материал: серебро-999. Качество: proof. Масса: 24,1 г. Диаметр: 38,61 мм. Тираж: до 15 000 шт. |                                         |
| 2010 | | Природа Эстонии                         |
| 2010 | Аверс: большой герб и название государства, год выпуска, вставка из известняка. Реверс: номинал, вставка из известняка. Гурт: гладкий с надписью «Ag 999.9». Отчеканена на Финском монетном дворе. Дизайн: Л. Лапин. Номинал: 50 крон. Материал: серебро-999. Качество: proof-like. Масса: 24,5 г. Диаметр: 38,61 мм. Тираж: до 20 000 шт.                                   |                                         |

## Монеты из золота
| 1998 | | 80 лет Эстонской Республике             |
| 1998 | Аверс: даты «1918 1998» в окружении 4 стилизованных изображений летящих ласточек, название государства. Реверс: сцена из эпоса «Калевипоэг», номинал. Гурт: гладкий. Отчеканена на Финском монетном дворе. Дизайн: М. Кадарик. Номинал: 500 крон. Материал: золото-900. Качество: proof. Масса: 8,64 г. Диаметр: 22,00 мм. Тираж: до 3000 шт.            |                                         |
| 1999 | | 80 лет Банку Эстонии                    |
| 1999 | Аверс: большой герб и название государства, год выпуска. Реверс: национальный орнамент, спираль, 11 пятиконечных звёзд, номинал. Гурт: рубчатый. Отчеканена на Австрийском монетном дворе. Дизайн: Т. Кирсипуу. Номинал: 15,65 крон. Материал: золото-900. Качество: proof. Масса: 1,73 г. Диаметр: 13,92 мм. Тираж: до 5000 шт.                         |                                         |
| 2002 | | 10 лет эстонской кроне                  |
| 2002 | Аверс: большой герб и название государства, год выпуска. Реверс: орнамент, надпись на эст. KROONI TAASKEHTESTAMISE AASTAPÄEV, номинал. Гурт: рубчатый. Отчеканена на Австрийском монетном дворе. Дизайн: Т. Йюрна. Номинал: 100 крон. Материал: золото-999. Качество: proof. Масса: 7,78 г. Диаметр: 22,00 мм. Тираж: до 2000 шт.                        |                                         |
| 2004 | | Эстонские Олимпийские золотые медалисты |
| 2004 | Аверс: большой герб и название государства, год выпуска. Реверс: эмблема Эстонского олимпийского комитета, номинал и две ветви в окружении имён медалистов. Гурт: гладкий. Отчеканена на Литовском монетном дворе. Дизайн: Т. Йюрна. Номинал: 100 крон. Материал: золото-999. Качество: proof-like. Масса: 7,78 г. Диаметр: 22,00 мм. Тираж: до 5000 шт. |                                         |
| 2007 | | 15 лет эстонской кроне                  |
| 2007 | Аверс: большой герб и название государства, год выпуска. Реверс: василёк, надпись на эст. KROONI TAASKEHTESTAMISE 15. AASTAPÄEV, номинал и проба металла. Гурт: гладкий. Отчеканена на Финском монетном дворе. Дизайн: И. Сакк. Номинал: 100 крон. Материал: золото-999. Качество: proof-like. Масса: 7,78 г. Длина стороны: 26 мм. Тираж: до 6000 шт.   |                                         |
| 2008 | | 90 лет Эстонской Республике             |
| 2008 | Аверс: большой герб Эстонии, год выпуска, стилизованные числа «90» в виде ветви. Реверс: мельница, номинал. Гурт: гладкий с надписью «Au 999». Отчеканена на Финском монетном дворе. Дизайн: Я. Эстер. Номинал: 50 крон. Материал: золото-999. Качество: proof-like. Масса: 8,64 г. Диаметр: 22 мм. Тираж: до 5000 шт.                                   |                                         |
| 2009 | | Праздник песни и танца                  |
| 2009 | Аверс: большой герб и название государства, год выпуска. Реверс: певческая сцена в Таллине, номинал. Гурт: гладкий. Отчеканена на Королевском монетном дворе Нидерландов. Дизайн: М. Касонен, Т. Силла. Номинал: 100 крон. Материал: золото-999. Качество: proof-like. Масса: 7,78 г. Диаметр: 22 мм. Тираж: до 6000 шт.                                 |                                         |
| 2010 | | Народ Эстонии                           |
| 2010 | Аверс: большой герб и название государства, год выпуска. Реверс: номинал. Гурт: гладкий с надписью «Au 999». Отчеканена на Финском монетном дворе. Дизайн: Х. Старкопф. Номинал: 100 крон. Материал: золото-999. Качество: proof. Масса: 7,78 г. Диаметр: 22 мм. Тираж: до 7500 шт.                                                                      |                                         |

## Монета из платины
| 2008 | | 90 лет Эстонской Республике |
| 2008 | Аверс: фрагмент большого герба Эстонии, год выпуска. Реверс: три сидящие на жёрдочке ласточки, номинал, надпись на эст. EESTI VABARIIK 90. Гурт: гладкий с надписью «Pt 999». Отчеканена на Финском монетном дворе. Дизайн: Т. Йюрна. Номинал: 100 крон. Материал: платина-999. Качество: bUNC. Масса: 7,775 г. Диаметр: 18 мм. Тираж: до 3000 шт. |                             |